# Criptodepressione
Il termine criptodepressione indica una zona di affossamento continentale al di sotto del livello del mare, di norma ricoperto dalle acque di un lago (cripto-: dal greco κρύπτoς, 'nascosto', in questo caso sommerso).
Si tratta il più delle volte di:
- laghi di origine glaciale o correlata;
- fosse tettoniche in cui si sono infiltrate le acque.

In entrambi i casi, i laghi sono spesso caratterizzati da forma lunga e stretta; inoltre, il paesaggio circostante e il fondale del lago possono essere assai ripidi.

## Misura della criptodepressione
All'altitudine dello specchio d'acqua si sottrae la profondità oppure viceversa.  Ad esempio:
```
Lago Maggiore
                          
Lago Superiore

Altitudine           193 m -           Altitudine           184 m - 
Profondità massima   372 m =           Profondità massima   406 m = 
___________________________            ____________________________

Criptodepressione
   
-179 m
             
Criptodepressione
   
-228 m
```

```
Lago Ladoga
                            
Lago Tanganika

Altitudine             4 m -           Altitudine           782 m - 
Profondità massima   230 m =           Profondità massima  1470 m =
____________________________           ____________________________

Criptodepressione
   
-226 m
             
Criptodepressione
   
-688 m
```

## Criptodepressione in laghi presso antichi ghiacciai
- Le zone più profonde dei maggiori laghi a sud delle Alpi, le cui origini sono oggetto di varie ipotesi, si trovano in criptodepressione, in vallate presumibilmente scolpite dagli antichi ghiacciai e/o fiumi. Si tratta del lago Maggiore, del lago di Lugano, del lago di Como, del lago d'Iseo e del lago di Garda. Quest'ultimo, pur essendo meno profondo del lago di Como, ma situato ad altitudine minore, presenta la maggiore depressione sommersa della zona alpina con un affossamento fino a -281 metri[5] (vedi a destra sulla cartina in basso).

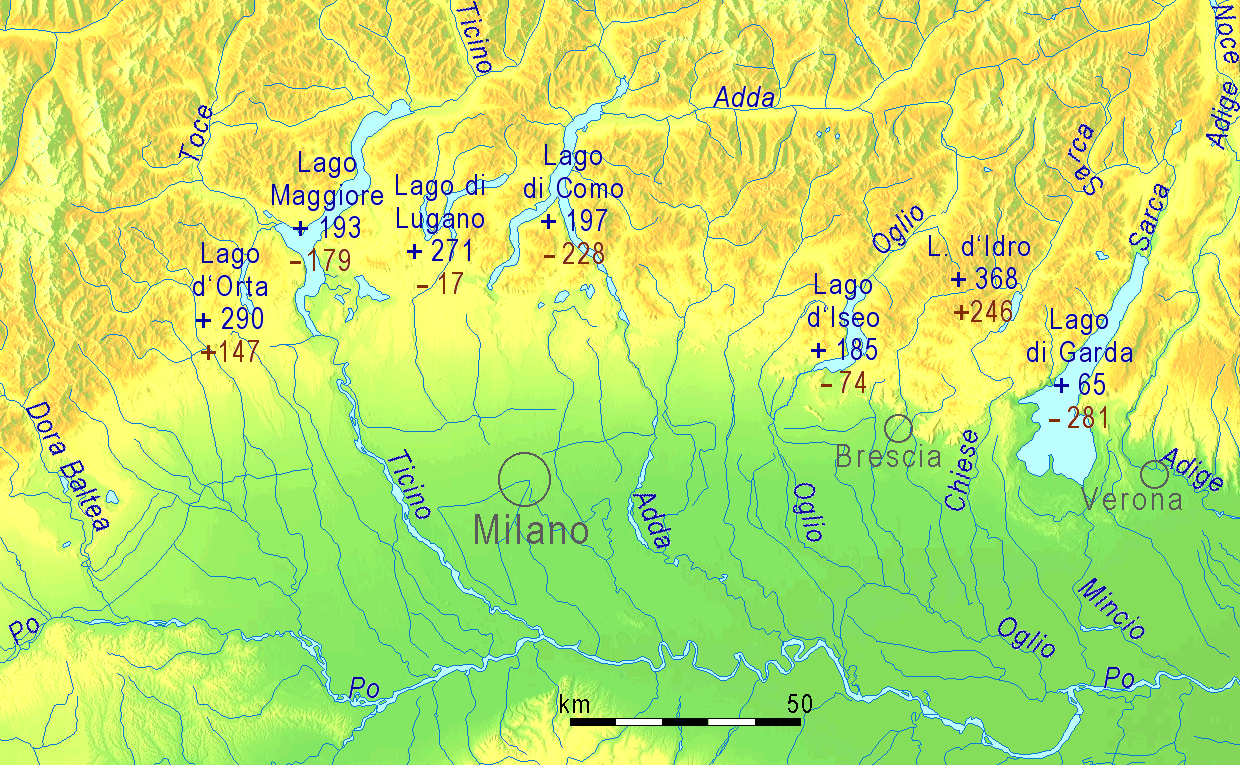
I laghi prealpini: altitudine e livello del punto più profondo: specchi d'acqua minori come il lago d'Idro e il lago d'Orta non hanno fondali in criptodepressione

- Situati ad altitudini maggiori, i laghi glaciali a Nord delle Alpi, a differenza di quelli lombardi, non sono interessati dal fenomeno.
- Analoga a quella dei laghi prealpini è la situazione dei maggiori laghi delle Ande in Patagonia, come il  lago O'Higgins/San Martín, o il lago Argentino.

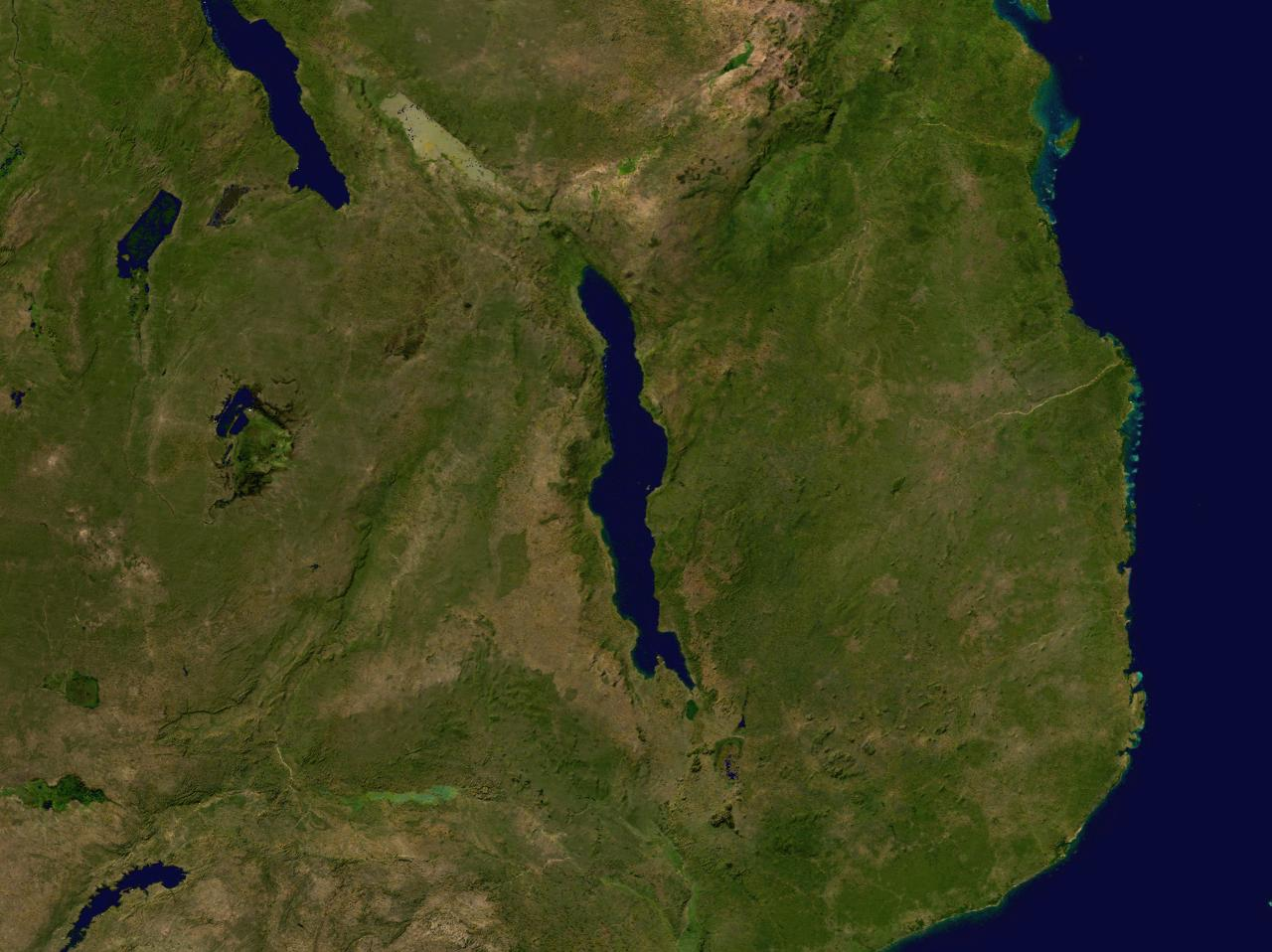
Africa: La profonda fossa tettonica della Rift Valley è ricca di laghi dalla profondità estremamente variabile, al centro il lago Malawi.

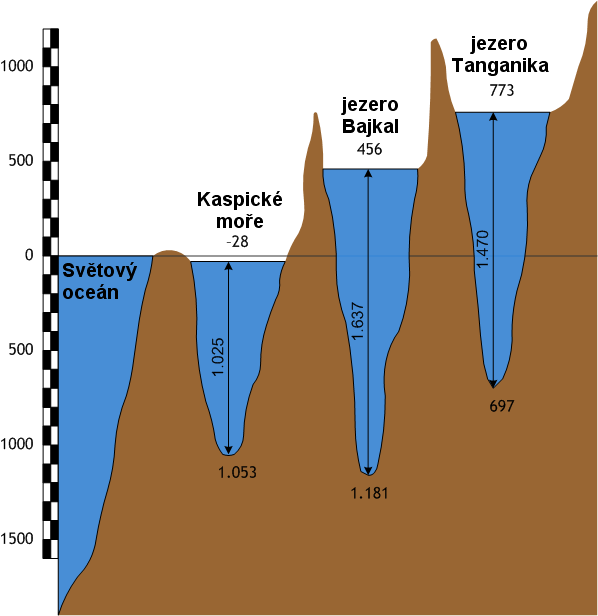
A confronto: Mar Caspio, Lago Baikal, Lago Tanganica. La più vasta criptodepressione del mondo non è altro che l'intero fondale del Mar Caspio, che già al pelo dell'acqua si trova in depressione.

- Zone importanti di criptodepressioni si possono avere anche in prossimità dei grandi scudi, come lo scudo baltico (in particolare l'area del lago Onega e del lago Ladoga) oppure lo scudo canadese (Grandi Laghi). In questo caso, il peso degli enormi ghiacciai ormai ritirati ha causato un cedimento del suolo da cui veniva a risultare una criptodepressione.

## Criptodepressione nelle fosse tettoniche
Queste profonde ferite nella crosta terrestre possono avere centinaia di metri di profondità e tendono a riempirsi di acqua.
- I due esempi maggiori in Africa, il lago Tanganica ed il lago Malawi, si trovano a riempire una fossa tettonica che un giorno potrebbe dividere il continente in due parti (la Rift Valley). Notevole anche la criptodepressione del mar Morto, il cui specchio d'acqua giace in depressione sulla fossa del Giordano.
- La più profonda criptodepressione a livello mondiale è quella tettonica del lago Baikal, la quale va oltre i 1000 metri sotto il livello marino
- Una componente tettonica non è esclusa nel caso dei laghi prealpini.

## Altri fenomeni (mar Caspio)
La criptodepressione del mar Caspio era in origine un fondale marino come gli altri.
Il Caspio si è generato dal Mar Sarmatico o Paratetide, anticamente situato ad est del Mediterraneo; una volta creatasi una separazione tra questi due enormi specchi d'acqua, la Paratetide restò senza sbocco verso gli oceani e cominciò a rimpicciolirsi fino al punto di dividersi in tre specchi d'acqua separati: il mar Nero, il mar Caspio e il lago d'Aral,
Quindi la criptodepressione del Caspio, la più vasta del mondo, non ha origini diverse da quelle di fondali di mari a tutti gli effetti come il mar Nero.